# C/2021 A1 (Leonard)
C/2021 A1 (Leonard) — комета, яка була відкрита 3 січня 2021 року. На час відкриття мала зоряну величину 19,0m. Абсолютна зоряна величина комети разом із комою становить 5,3m.
У грудні 2021 року комета досягла максимальної величини приблизно 3-4m при спостереженні увечері й уранці в північній півкулі. 13 грудня 2021 року комета наблизилась на найменшу до Землі відстань 0,23 а.о. Оскільки комета рухається по гіперболічній траєкторії, вона перетне Сонячну систему лише одного разу, тому на Землі є лише єдина можливість її побачити.